# Det delte Tyskland
Det delte Tyskland betegner både den opdeling af Hitlers Stortyskland som fandt sted i 1945 umiddelbart efter 2. verdenskrig, samt den deling af Tyskland som fandt sted ved dannelserne af de to tyske stater Forbundsrepublikken Tyskland (BRD) og Den Tyske Demokratiske Republik (DDR) i 1949.
Efter Nazi-Tysklands betingelsesløse kapitulation den 8. maj 1945 blev der ved Potsdam-traktaten indgået aftaler om en opdeling af Stortyskland, som også inkluderede de områder som Hitler havde erobret og annekteret. Polen overtog en del af Schlesien, Bagpommern og den sydlige del af Østpreussen. Tjekkoslovakiet fik også en del af Schlesien, og en mindre del forblev i Tyskland. Den nordlige del af Østpreussen tilfaldt Sovjetunionen. Resten af Tyskland blev opdelt i fire besættelseszoner, ledet af de fire sejrsmagter: USA, Storbritannien, Frankrig og Sovjetunionen.
Potsdam-traktaten omfattede ikke blot en opdeling, men også klare retningsliner for en afmilitarisering og demokratisering af efterkrigens Tyskland som helhed, en aftale som alle de fire vindende magter Sovjetunionen, USA, Storbritannien og Frankrig havde forpligtet sig på. Udviklingen i Den Kolde Krig skabte dog hurtigt så store diplomatiske, politiske og militære spændinger, at det tilbageværende Tyskland blev delt i to stater. Den 23. maj 1949 blev Forbundsrepublikken Tyskland (BRD eller blot Vesttyskland) stiftet på basis af de tre førstnævnte besættelseszoner og snart efter blev Den Tyske Demokratiske Republik (DDR eller blot Østtyskland) dannet på grundlag af den sovjetiske zone. Grænsen mellem de to tyske stater blev strengt bevogtet og en stigende militarisering begyndte, en militarisering som også omfattede atomvåben. I 1961 blev Berlinmuren opført af DDR midt i DDR's hovedstad Berlin.
I årene indtil Tysklands genforening i 1989 bestod Tyskland altså af to selvstændige, føderale stater. De blev genforenet den 3. oktober 1990 ved at man brugte en paragraf i Forbundsrepublikkens forfatning, som tillader optagelse af nye delstater. På den måde kunne de enkelte delstater i det tidligere DDR optages hver for sig, og man undgik de folkeretlige og statsretlige problemer, som kunne opstå ved en sammensmeltning af to ligeberettigede stater.

## Nederlaget
Tyskland lå i ruiner efter nederlaget i 2. verdenskrig. Da Nazityskland kapitulerede den 8. maj 1945, var landet besat af de allierede i vest, og af sovjetiske styrker i øst. Det var et udslidt Tyskland, som gav op, tabene under krigen havde været enorme, både i menneskeliv og i materielle skader.

## Umiddelbare følger af krigen
Under Jaltakonferencen i februar havde lederne for Sovjetunionen, USA og Storbritannien lagt planer for hvad, der skulle ske med Tyskland efter krigen.
Sovjetunionen havde flyttet sin vestgrænse vest over i 1939, og dermed annekteret en del af Polen. Polakkerne blev kompenserede ved, at de i realiteten overtog de østlige områder af Tyskland. Schlesien, det østlige Pommern og Preussen blev underlagt polsk administration med undtagelse af den nordlige del af Østpreussen med hovedstaden Königsberg, som blev omdøbt til Kaliningrad og de facto indlemmet i Sovjetunionen. Alle områderne øst for den såkaldte Oder-Neisse-linje blev okkuperede og annekteret.
Et stort antal tyskere var flygtet fra disse områder af frygt for den røde hær. En umiddelbar følge af Potsdamkonferencen blev deporteringen af omkring 3 millioner af de resterende tyskere til det nye Tyskland. De næste 7 millioner tyskere blev deporterede fra Sovjetunionen, Polen, Tjekkoslovakiet, Ungarn, Jugoslavien og Rumænien, i overensstemmelse med de retningslinjer, som de allierede og Sovjetunionen var kommet frem til under Potsdamkonferencen. Det totale antal etniske tyskere, som flygtede eller blev deporteret fra Østeuropa anslås til at ligge omkring 12 millioner. Omkring 2 millioner tyskere døde under denne proces.
De resterende tyske områder blev delt i fire besættelseszoner, som blev administreret af de fire sejrherrer Sovjetunionen, USA, Storbritannien og Frankrig. Hovedstaden Berlin blev også delt i fire sektorer, selv om den geografisk lå langt inde i den sovjetiske zone. De vestlige områder blev administreret af vestmagterne og de østlige af Sovjetunionen.

## Afnazificering
Et vigtigt mål for sejrherrerne efter krigen var det at afnazificere Tyskland og andre europæiske lande, hvor denne ideologi havde fået fodfæste. Det drejede sig om en række dele af samfundet som kultur, presse, økonomi, retsvæsen og politik. Afnazifiseringen gik blandt andet ud på at fjerne personer i indflydelsesrige stillinger og ved at forbyde symboler og organisationer, som var forankret i nazismen. Grundlaget for afnazifiseringen var Potsdamaftalen vedtaget under Potsdamkonferencen. Ved indledningen af den kolde krig og oprettelsen af Vesttyskland blev afnasifiseringsprogrammet standset og i nogen grad reverseret.
Den største og mest kendte retsproces mod nazisterne i Tyskland var Nürnbergprocessen, som blev ført for Det internationale militærtribunal mod toplederne. Senere fulgte en række andre retsprocesser, som går under navnet Nürnbergprocesserne.

## Genopbygning
I 1946 holdt man lokalvalg i den britiske zone. Konrad Adenauer var leder for CDU i vest og udmærkede sig som en dygtig politiker. Det, at han ikke havde haft noget med nazismen at gøre, gjorde ham politisk acceptabel for briterne.
Til østzonen havde sovjeterne allerede under krigen uddannet fremtidige kommunistledere. Walter Ulbricht var kommunisternes mand i Tyskland. Opbakningen til kommunisterne i det østlige Tyskland var imidlertid ikke så stor. Mange tyskere var meget skeptiske over for kommunisterne på grund af grusomhederne begået af Sovjetunionen under og efter krigen, ikke mindst fordrivelsen.
Det, som var tilbage af tysk industri, skulle demonteres og fragtes til sejrherrerne som krigsskadeerstatning. Mange fabrikker blev fragtede i sin helhed til Sovjetunionen efter krigen.
Amerikanerne var bekymrede ved at ydmyge tyskerne for meget, kloge af skade efter Versailles-traktaten efter 1. verdenskrig. De valgte hellere at hjælpe tyskerne gennem Marshallplanen. I 1948 gennemførte de også en valutareform, og erstattede Rigsmarken med den nye Deutsche Mark. Lige efter indførelsen af D-marken var der også en valutareform i østzonen, som fik sin egen Øst-mark.

## Berlinblokaden
I september 1947 mødtes udenrigsministrene fra USA, Storbritannien, Frankrig, Belgien, Nederlandene og Luxembourg i London. Her diskuterede de måder at forhindre en frygtet sovjetisk ekspansion. Her blev også valutareformen vedtaget.
I protest mod D-marken forlod sovjeterne den 20. marts 1948 det allierede kontrolråd. Den 24. juni blokerede de alle indfartsveje til Vestberlin.
Over to millioner mennesker blev derved afskåret fra alle forsyninger. Der var ingen madproduktion i byen, så al mad måtte fragtes ind med fly.
Allerede to dage efter blokadens start begyndte det britiske luftforsvar at flyve forsyninger ind til Vestberlin. I juli var mængden kommet op i 2.000 ton i døgnet, og den 16. april 1949 blev rekorden sat, da fløj 1.398 fly 11.740 ton varer ind.
Den 12. maj 1949 opgav sovjeterne blokaden. Den havde ingen effekt, byen blev alligevel forsynet med varer. Dette var et stort propagandanederlag for Stalin, og en stor moralsk sejr for vestmagterne.
Totalt blev der leveret 2.250.000 ton med forsyninger til Vestberlin i løbet af tiden, blokaden varede. Der var 277.804 flyvninger ind til byen i denne periode. Luftbroen stoppede ikke umiddelbart, da blokaden blev hævet, den fortsatte til slutningen af september.

## Statsdannelse i vest
De vestallierede okkupationsmagter (USA, Storbritannien og Frankrig) overførte gradvis mere magt til tyskerne. Det parlamentariske råd som bestod af medlemmer af de vesttyske delstatsparlamenter, vedtog den nye grundlov kaldet Grundgesetz med ikrafttrædelse den 23. maj 1949. I august blev der afholdt frie valg, og i september blev en regering ledet af Konrad Adenauer dannet. Samtidig fik den tyske stat selvstyret tilbage på de fleste vigtige punkter. Landets provisoriske hovedstad blev byen Bonn.
Et vigtigt spørgsmål for Vesttyskland i den tidlige efterkrigshistorie var, om man skulle satse på vestintegration, eller på neutralitet og genforening med østområderne. Den preussiske socialdemokrat Kurt Schumacher stod for det sidste synspunkt, den vesttyske og katolske Konrad Adenauer for det første. Efter, at CDU blev det største parti allerede ved valget i 1949, gik Forbundsrepublikken Tyskland hurtigt i retning af tæt samarbejde med de andre vesteuropæiske lande. I 1951 var forbundsrepublikken med til at starte Det europæiske kul- og stålunion sammen med Frankrig, Italien, Belgien, Nederlandene og Luxembourg.
I 1955 blev Vesttyskland medlem i NATO. Frygt for invasion fra øst førte til, at hæren blev genopbygget men med under stram kontrol af de andre vestallierede. Der blev også stående store mængder tropper fra de andre NATO-lande i Forbundsrepublikken for at forsvare landet mod et eventuelt sovjetisk angreb.
I 1957 blev Saar-området efter en folkeafstemming (Frankrig eller Tyskland) en del af Vesttyskland som Saarland.

## Statsdannelse i øst
De allierede havde ved Potsdamkonferencen forpligtet sig til at oprette et demokratisk flerparti-system i det besatte Tyskland.
I den sovjetiske besættelseszone, SBZ, tillod Sovjetunionen eksistenen af Kommunistische Partei Deutschlands (KPD) og det socialdemokratiske parti SPD samt to nyoprettede partier Christlich-Demokratische Union (CDU) og Liberaldemokraterne (LDP) og lidt senere Vereinigung der gegenseitigen Bauernhilfe (et bondeparti). Alle partier skulle indgå i den oprettede Demokratischer Block. I april 1946 blev SPD tvunget til at fusionere med KPD. Det nye parti fik navnet Sozialistische Einheitspartei Deutschlands (SED) (dansk: Tysklands socialistiske enhedsparti).
Der blev afholdt lokalvalg i SBZ i oktober 1946, men på trods af favorisering af SED lykkedes det ikke partiet at opnå en valgsejr, og i Berlin blev partiet end ikke det største. De øvrige partier CDU og LDP samt det mindre bondeparti opnåede til Sovjetunionens store overraskelse en stor andel stemmer. Valget dannede grundlag for de såkaldte folkekongresser, som var samlede i 1948 og 1949.
Efter den nye grundlov for Forbundsrepublikken Tyskland blev vedtaget i maj 1949, blev der også i SBZ hurtigt udarbejdet en grundlov. Denne blev vedtaget den 30. maj. Den tyske demokratiske republik (tysk: Deutsche Demokratische Republik, DDR) blev oprettet den 7. oktober 1949, med Østberlin som hovedstad. Politisk blev DDR styret af Den Nationale Front, hvori SED og de øvrige partier fra Demokratischer Block indgik. SED's førende rolle blev skrevet ind i DDR's forfatning. De øvrige politiske partier havde ingen reel politisk indflydelse og blev nedsættende kaldt blokpartier.
Wilhelm Pieck blev præsident i DDR, med Otto Grotewohl som ministerpræsident (statsminister). Landets vigtigste politiker var imidlertid generalsekretæren i centralkomitéen i SED, Walter Ulbricht. I praksis var landet også styret fra Moskva i lighed med de andre sovjetiske marionetregimer i Øst- og Centraleuropa, DDR fik væsentlig færre rettigheder end, hvad den vesttyske stat fik.
DDR blev en del af østblokkens svar på NATO, Warszawapagten, året efter, at denne blev dannet i 1955.

## Forholdet mellem øst og vest
Regeringen i vest, under ledelse af Konrad Adenauer, kørte en hård antikommunistisk linje. De anså ikke regeringen i DDR som legitim og mente, at de selv repræsenterede hele den tyske nation. Gennem Hallstein-doktrinen begrænsede forbundsrepublikken den diplomatiske kontakt med lande, som anerkendte DDR.
Der var tidvis store interne uroligheder i DDR. Den mest kendte af disse er urolighederne, som kulminerede den 17. juni 1953, da den røde hær nedslog østberlinernes opstand. Den 17. juni blev derefter proklameret som Vesttysklands nationaldag og en del af Unter den Linden i Vestberlin omdøbt til Strasse des 17. Juni.
De katastrofale forhold i øst gjorde, at mange valgte at rejse over til vest. Frem til "republikflugt" blev kriminaliseret i 1957 hoppede over 1,7 millioner mennesker af til vesten.
Løsningen på flugtproblemet lå i at afspærre grænsen mod Forbundsrepublikken. Alligevel fortsatte folk at rømme DDR, det var fortsat muligt at komme til vest gennem Berlin. Den 13. august 1961 blev der, nærmest over natten, bygget en mur gennem byen. Berlinmuren delte byen i to adskilte zoner, Vestberlin som formelt var en egen bystat underlagt de vestallierede og de facto tilknyttet Forbundsrepublikken Tyskland, og Østberlin som var hovedstaden i DDR.
Muren skabte nye problemer i forholdet mellem de to tyske stater, og også i forholdet mellem USA og Sovjetunionen. Realpolitiske forhold gjorde, at USA i praksis efterhånden tolererede den, selv om bygningen var et brud på aftalen mellem sejrherrerne fra 2. verdenskrig havde indgået.
I 1969 gik den vesttyske forbundskansleren, socialdemokraten Willy Brandt (SPD), ind for at normalisere forholdet til DDR og til de andre østbloklande. Denne "Ostpolitik" blev kraftigt modarbejdet af CDU/CSU, som hellere ville have en hård linje. Brandt indgik aftaler med Sovjetunionen, Polen, Tjekkoslovakiet, Ungarn og Bulgarien. DDR blev formelt anerkendt af forbundsrepublikken og de andre NATO-lande i 1974.

## Økonomi
Økonomisk set var forbundsrepublikken en eneste lang succeshistorie. Landet blev hurtigt bygget op efter ødelæggelserne under krigen, og ved indgangen til 1960'erne var landet atter blevet en økonomisk motor i Europa. Vesttyskland begyndte at eksportere industrivarer til hele verden. Landet havde en typisk blandingsøkonomi.
Også i øst var det økonomisk fremgang i 1950'erne og 1960-erne. DDR havde planøkonomi efter model af Sovjetunionen. Ødelæggelserne i øst var større end dem i vest under krigen, desuden havde kommunisterne takket nej til Marshall-hjælpen. Det tog derfor længere tid at opbygge landet igen i øst end i vest.
DDR prioriterede i genopbygningsfasen produktion af sværindustri og udbygning af industrivarer over produktion af forbrugsvarer. Dette førte til en næsten kronisk mangel på mange typer forbrugsvarer. Privatpersoner måtte stå på venteliste i årevis for at fx kunne købe en bil. Samtidig havde DDR problemer med at få bygget nok boliger, der var også lange ventelister for at få eget hjem.
Mens opgangen bare fortsatte i vest, stagnerede økonomien fuldstændig i øst. Udover i 80'erne blev problemerne i industrien bare større og større. I 1983 lånte forbundsrepublikken en million mark til DDR for at redde den østtyske økonomi. Betingelsen for lånet var, at vesttyske borgere skulle kunne få indrejsetilladelse i DDR.

## Kommunismens sammenbrud i Europa
I 1985 blev Mikhail Gorbatjov leder i Sovjetunionen. Gorbatjov iværksatte reformer for at redde den nedkørte sovjetiske økonomi under parolerne "perestrojka" og "glasnost".
De politiske og økonomiske forhold i Sovjetunionen blev ikke bedre, og da unionen var i færd med at revne, blev økonomien samtidig ødelagt. Dette blev en katastrofe for DDR. Kombinationen af at tilgangen på billig subsidieret sovjetisk råolie ophørte og at hele eksportmarkedet for den østtyske industri forsvandt, gjorde, at industrien i DDR gik med i sammenbruddet.
Samtidig åbnede Ungarn grænsen mod Østrig, hvilket gjorde, at der blev et smuthul gennem "jerntæppet". Store mængder af DDR-borgere flygtede til vesten denne vej.
Sammenbruddet i økonomien førte til, at folk demonstrerede mod den siddende regering. Statsrådsformand og SED-generalsekretær Erich Honecker måtte gå af den 18. oktober 1989. Den 9. november blev udrejseforbudet ophævet, og Berlinmuren faldt.
Der blev afholdt valg den 18. marts 1990, de eneste frie valg i DDRs historie. Lothar de Maizière fra CDU blev statsminister efter valget. Han gik straks i gang med at forhandle med Vesttyskland, Sovjetunionen, Storbritannien og USA om en genforening af de to tyske stater. Den 18. maj indgik forbundsrepublikken og DDR en økonomisk og social samarbejdsaftale, samt en valutaunion. Den 23. august vedtog parlamentet i DDR, at landet skulle inkorporeres i Forbundsrepublikken.
Den 3. oktober 1990 ophørte DDR at eksistere. Forbundsrepublikkens love og forfatning blev gældende også i det, som havde været DDR, og fem nyoprettede delstater blev indlemmede i Forbundsrepublikken Tyskland.